# رسول کربکندی

باشگاه فوتبال ذوب‌آهن در جام تخت جمشید ۱۳۵۵ - رسول کربکندی (نشسته، نفر سوم از راست)

باشگاه فوتبال ذوب‌آهن در جام تخت جمشید ۱۳۵۶ - رسول کربکندی (ایستاده، نفر دوم از راست)

رسول (محمدرضا) کربکندی (زادهٔ ۲ دی ۱۳۳۰ در اصفهان) بازیکن سابق و مربی فعلی فوتبال اهل ایران می‌باشد.
او در گذشته دروازه‌بان تیم ملی فوتبال ایران بوده و در جام جهانی ۱۹۷۸ آرژانتین در تیم ملی حضور داشت.
وی همچنین بازیکن باشگاه ذوب‌آهن اصفهان بوده است.
او در سمت مربیگری توانست تیم فوتبال ذوب‌آهن اصفهان را به مقام قهرمانی در جام حذفی ۸۲–۱۳۸۱ و نایب قهرمانی لیگ برتر ۸۴–۱۳۸۳ برساند. پیشتر نیز به همراه تیم استان اصفهان قهرمان جام قدس شده است.
در حال حاضر او سمت مدیریت یک باشگاه ورزشی را در اصفهان به عهده دارد.